# Вошугал (Вашингтон)
Вошугал (енгл. Washougal) град је у америчкој савезној држави Вашингтон. По попису становништва из 2010. у њему је живело 14.095 становника.

## Демографија
Према попису становништва из 2010. у граду је живело 14.095 становника, што је 5.500 (64,0%) становника више него 2000. године.
| Група             | 2000.         | 2010.          |
| Белци             | 7.966 (92,7%) | 12.327 (87,5%) |
| Афроамериканци    | 37 (0,4%)     | 91 (0,6%)      |
| Азијати           | 67 (0,8%)     | 336 (2,4%)     |
| Хиспаноамериканци | 216 (2,5%)    | 753 (5,3%)     |
| Укупно            | 8.595         | 14.095         |